# Nova (Ungarn)
Nova ist eine Gemeinde im Kreis Lenti, der im Komitat Zala in Ungarn liegt. Sie befindet sich nordöstlich der Stadt Lenti und wurde 1446 erstmals urkundlich erwähnt.

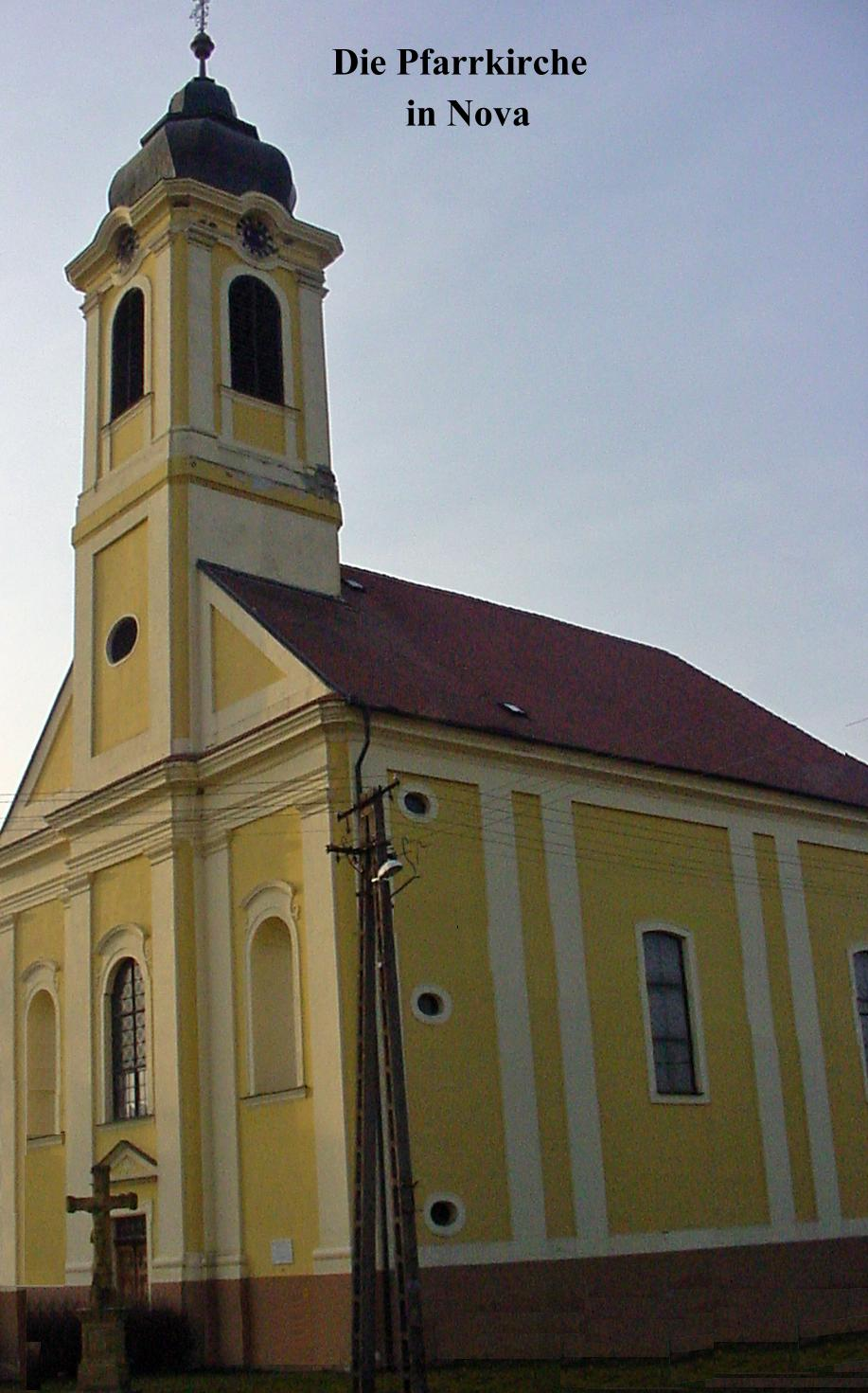
Kirche in Nova, erbaut 1777 damals für 1600 Einwohner
Kulturhaus in Nova
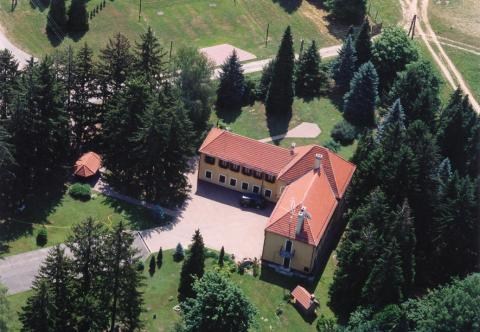
Luftbild

## Sehenswürdigkeiten
- Römisch-katholische Kirche Nagyboldogasszony, erbaut 1777–78, Barock